# Sandra Gasser
Sandra Gasser (Suiza, 27 de julio de 1962) es una atleta suiza retirada especializada en la prueba de 1500 m, en la que ha conseguido ser medallista de bronce europea en 1990.

## Carrera deportiva
En el Campeonato Europeo de Atletismo de 1990 ganó la medalla de bronce en la carrera de 1500 metros, terminando con un tiempo de 4:08.89 segundos, tras la yugoslava Snežana Pajkić y la alemana Ellen Kiessling (plata con 4:08.67 segundos).